# Inès Taittinger
Pour les articles homonymes, voir Taittinger.
Pour les autres membres de la famille, voir Famille Taittinger.
Inès Taittinger, née le 7 avril 1990 à Reims, est une pilote automobile française.

## Biographie
Fille d'Hugues Taittinger et d'Elisabeth Tordjman, ancienne speakerine et animatrice de télévision et de radio, et membre de la famille Taittinger, elle est pilote automobile au niveau européen depuis 2009.
En 2013, elle court aux 25 Heures de Spa VW Fun Cup dans la même équipe que Margot Laffite, Arnaud Tsamere, Xavier Daffe, Pierre-Yves Rosoux et Fabrice Brouwers,.
Lors de la saison 2015-2016 d'European Le Mans Series, elle court pour l'écurie Pegasus Racing avec Léo Roussel et Rémi Striebig, sur une Morgan-Nissan LMP2 (no 29). Elle participe avec la même écurie aux 24 Heures du Mans 2016 en LMP2 sur la voiture no 28, laquelle a été contrainte à l'abandon au 292e tour.

## Engagement
Née avec une insuffisance cardiaque, elle subit une opération à cœur ouvert à l'âge de trois jours qui la rapproche de l'association Mécénat Chirurgie Cardiaque.

## Palmarès
En 2013 en Trophée Tourisme Endurance (TTE), elle arrive première à la course d'Albi et troisième à Magny-Cours. 
Dans le championnat VdeV, avec son partenaire Kevin Bole-Besançon, elle termine troisième de l'épreuve des 12 Heures à Motorland Aragon en Espagne, puis cinquième de l'épreuve des 6 Heures à Magny-Cours.